# Gindura
Gindura (1098 m) – szczyt na płaskowyżu Muránska planina na Słowacji. Wznosi się po południowej stronie osady Pohorelská Maša będącej częścią wsi Pohorelá. W kierunku północno-zachodnim stoki Gindury stromo opadają do przełęczy Pod Gindurou, dalej w tym samym kierunku ciągnie się niższy grzbiet ze szczytami Stimberec (993 m) i Kamenný vrch (969 m).
Wschodnie stoki Gindury stromo opadają do doliny Strundżanickiego Potoku (Strundžanícky potok ). Górna ich część tworzy długi pas skał i urwisk. Cały masyw porasta las. Widoki roztaczają się z przełęczy Pod Gindurou, oraz z trasy zjazdowej na północnym stoku Gindury. Narciarzy wyciąga na przełęcz wyciąg narciarski z osady Pohorelská Maša. W dolnej części północno-zachodniego stoku Gindury utworzono rezerwat przyrody Mašianske skalky.
Północnymi stokami Gindury i przez przełęcz Pod Gindurou prowadzi szlak turystyczny. Krzyżuje się on z innymi szlakami, którymi można zwiedzać płaskowyż Muránska planina.

## Szlak turystyczny
Pohorelská Maša – Pod Gindurou – Strundžaník – Lapinka, leśniczówka (skrzyżowanie ze szlakiem niebieskim). Przewyższenie 235 m, czas przejścia 2.05 h